# Kepler-56
Kepler-56 – żółty karzeł położony w gwiazdozbiorze Łabędzia o masie ok. 1,3 raza większej niż masa Słońca. Posiada dwie potwierdzone planety, jedną nieco mniejszą niż Jowisz, a drugą mniejszą niż Saturn, lecz większą od Neptuna. Obie planety zostały odkryte w 2012 roku za pomocą Kosmicznego Teleskopu Keplera. W 2013 ogłoszono, że w systemie tym prawdopodobnie krąży jeszcze trzecia planeta, masywniejsza od pozostałych.

## Charakterystyka gwiazdy
Kepler-56 jest starym żółtym karłem znajdującym się w fazie przejściowej na czerwonego olbrzyma. Już teraz gwiazda znacznie „spuchła”, jej średnica wynosi ponad cztery razy więcej niż średnica Słońca.

## Układ planetarny
W 2012 został odkryty system planetarny wokół Kepler-56 za pomocą metody tranzytowej.
Badania asterosejsmologiczne wykazały, że orbity planet Kepler-56b i Kepler-56c są nachylone pod kątem 45° do płaszczyzny układu wyznaczonej przez równik gwiazdy macierzystej. Jedna jest nieco mniejsza niż Jowisz, a druga jest mniejsza niż Saturn, lecz większa od Neptuna.
Obydwie planety, b i c, zostaną zniszczone za około 130 do 155 milionów lat w miarę powiększania się ich słońca ewoluującego na czerwonego olbrzyma.
Płaszczyzna orbity trzeciej egzoplanety, krążącej najdalej ze wszystkich znanych w tym układzie, jest odmienna od płaszczyzn orbit dwóch pozostałych planet. Jest to pierwsze tego typu odkrycie. Według astronomów taki wygląd układu spowodowało oddziaływanie grawitacyjne masywnego obiektu, które zmieniło płaszczyznę orbit dwóch egzoplanet najbliższych gwieździe macierzystej. Trzecią planetą jest najprawdopodobniej gazowy olbrzym orbitujący słońce w odległości około 3,3 j.a., nachylenie jej orbity do płaszczyzn dwóch mniejszych planet wynosi pomiędzy 37° do 131°. Ta planeta uniknie zniszczenia przez starzejące się słońce, ponieważ leży wystarczająco daleko od niego i nie zostanie objęta rozszerzającą się powłoką gazową.